# Atletiek op de Olympische Zomerspelen 2024 – polsstokhoogspringen mannen
Het polsstokhoogspringen voor mannen op de Olympische Zomerspelen 2024 vond plaats op zondag 3 en dinsdag 5 augustus 2024 in het  Stade de France van Parijs. 
Armand Duplantis verdedigde met succes zijn olympische titel door als enige over 6 meter te springen. Duplantis liet daarna de lat leggen op 6 meter 10 en sprong daarmee een olympisch record. Nadien liet hij de lat op 6 meter 25 leggen, 1 centimeter hoger dan zijn eigen wereldrecordhoogte van 6 meter en 24 centimeter, zijn derde en laatste sprong was succesvol.

## Records
Voorafgaand aan het toernooi waren dit het wereldrecord en het olympisch record.
| Wereldrecord     | Armand Duplantis     | 6,24 m | Xiamen         | 20 april 2024    |
| Olympisch record | Thiago Braz da Silva | 6,03 m | Rio de Janeiro | 15 augustus 2016 |

## Resultaten

### Kwalificatieronde
Kwalificatieregels: behalen van de kwalificatiestandaard van 5,80 (Q), of deel uitmaken van de 12 bestpresterende atleten. 
| Rang | Groep | Atleet               | Land | 5,40 | 5,60 | 5,70 | 5,75 | Hoogte | Bijz.  |
| ---- | ----- | -------------------- | ---- | ---- | ---- | ---- | ---- | ------ | ------ |
| 1    | A     | Armand Duplantis     | SWE  | –    | o    | –    | o    | 5,75   | q      |
| 1    | A     | Sondre Guttormsen    | NOR  | o    | o    | o    | o    | 5,75   | q, =SB |
| 1    | A     | Emmanouil Karalis    | GRE  | –    | o    | o    | o    | 5,75   | q      |
| 1    | A     | Ersu Şaşma           | TUR  | o    | o    | o    | o    | 5,75   | q      |
| 1    | B     | Oleg Zernikel        | GER  | o    | o    | o    | o    | 5,75   | q      |
| 6    | A     | Menno Vloon          | NED  | xo   | o    | o    | o    | 5,75   | q      |
| 7    | A     | EJ Obiena            | PHI  | –    | xx-  | o    | o    | 5,75   | q      |
| 8    | A     | Sam Kendricks        | USA  | o    | o    | xo   | xo   | 5,75   | q      |
| 9    | B     | Huang Bokai          | CHN  | o    | xxo  | o    | xo   | 5,75   | q, =PR |
| 10   | A     | Bo Kanda Lita Baehre | GER  | xo   | o    | xxo  | xxo  | 5,75   | q      |
| 11   | A     | Valters Kreišs       | LAT  | o    | o    | o    | xxx  | 5,70   | q      |
| 11   | A     | Kurtis Marschall     | AUS  | o    | o    | o    | –    | 5,70   | q      |
| 13   | B     | Claudio Stecchi      | ITA  | o    | o    | xo   | xxx  | 5,70   | SB     |
| 14   | A     | Thibaut Collet       | FRA  | o    | xo   | xxo  | xxx  | 5,70   |        |
| 15   | A     | Anthony Ammirati     | FRA  | o    | o    | xxo  | xxx  | 5,60   |        |
| 15   | B     | Ben Broeders         | BEL  | o    | o    | xxo  | xxx  | 5,60   |        |
| 15   | A     | Simen Guttormsen     | NOR  | o    | o    | xxo  | xxx  | 5,60   |        |
| 15   | B     | Piotr Lisek          | GER  | o    | o    | xxo  | xxx  | 5,60   |        |
| 15   | A     | Robert Sobera        | POL  | o    | o    | xxo  | xxx  | 5,60   |        |
| 20   | B     | David Holý           | CZE  | o    | xo   | xxx  |      | 5,60   |        |
| 20   | B     | Yao Jie              | CHN  | o    | xo   | xxx  |      | 5,60   |        |
| 23   | B     | Torben Blech         | GER  | o    | xxx  |      |      | 5,40   |        |
| 23   | B     | Robin Emig           | FRA  | o    | xxx  |      |      | 5,40   |        |
| 23   | B     | Matěj Ščerba         | CZE  | o    | xxx  |      |      | 5,40   |        |
| 26   | B     | Pedro Buaró          | POR  | xo   | xxx  |      |      | 5,40   |        |
| 26   | B     | Christopher Nilsen   | USA  | xo   | xxx  |      |      | 5,40   |        |
| 26   | B     | Zhong Tao            | CHN  | xo   | xxx  |      |      | 5,40   |        |
| 29   | B     | Urho Kujanpää        | FIN  | xxo  | xxx  |      | 5,40 |        |        |
| —    | B     | Hussain Al-Hizam     | KSA  | xxx  |      |      |      | NM     |        |
| —    | B     | Germán Chiaraviglio  | NOR  |      |      |      |      | DNS    |        |

### Finale
| Rang   | Atleet               | Land | 5,50 | 5,70 | 5,80 | 5,85 | 5,90 | 5,95 | 6,00 | 6,10 | 6,25 | Hoogte | Bijz. |
| ------ | -------------------- | ---- | ---- | ---- | ---- | ---- | ---- | ---- | ---- | ---- | ---- | ------ | ----- |
| Goud   | Armand Duplantis     | SWE  | –    | o    | –    | o    | –    | o    | o    | o    | xxo  | 6,25   | WR/OR |
| Zilver | Sam Kendricks        | USA  | o    | o    | o    | x-   | o    | o    | xxx  | –    | –    | 5,95   | =SB   |
| Brons  | Emmanouil Karalis    | GRE  | o    | o    | o    | o    | o    | x-   | xx   | –    | –    | 5,90   |       |
| 4      | EJ Obiena            | PHI  | o    | o    | x-   | o    | o    | xxx  | –    | –    | –    | 5,90   |       |
| 5      | Ersu Şaşma           | TUR  | o    | o    | o    | o    | x-   | xx   | –    | –    | –    | 5,85   | SB    |
| 6      | Kurtis Marschall     | AUS  | o    | o    | x-   | o    | x-   | xx   | –    | –    | –    | 5,85   |       |
| 7      | Huang Bokai          | CHN  | o    | xo   | o    | xxx  | –    | –    | –    | –    | –    | 5,80   | PR    |
| 8      | Sondre Guttormsen    | NOR  | o    | xxo  | o    | x-   | x-   | x    | –    | –    | –    | 5,80   | SB    |
| 9      | Bo Kanda Lita Baehre | GER  | o    | o    | xx-  | x    | –    | –    | –    | –    | –    | 5,70   |       |
| 9      | Oleg Zernikel        | GER  | o    | o    | xx-  | x    | –    | –    | –    | –    | –    | 5,70   |       |
| 11     | Menno Vloon          | NED  | o    | xxo  | xxx  | –    | –    | –    | –    | –    | –    | 5,70   |       |
| 12     | Valters Kreišs       | LAT  | xo   | xxx  | –    | –    | –    | –    | –    | –    | –    | 5,50   |       |

o geldige poging | x ongeldige poging | - poging overgeslagen | WR Wereldrecord | OR Olympisch record  |=PR persoonlijkrecord | SB Beste seizoensprestatie atleet |  =SB Evenaring beste seizoensprestatie
1896: Welles Hoyt ·
1900: Irving Baxter ·
1904: Charles Dvorak ·
1908: Edward Cook & Alfred Gilbert ·
1912: Harry Babcock ·
1920: Frank Foss ·
1924: Lee Barnes ·
1928: Sabin Carr ·
1932: Bill Miller ·
1936: Earle Meadows ·
1948: Guinn Smith ·
1952: Bob Richards ·
1956: Bob Richards ·
1960: Don Bragg ·
1964: Fred Hansen ·
1968: Bob Seagren ·
1972: Wolfgang Nordwig ·
1976: Tadeusz Ślusarski ·
1980: Władysław Kozakiewicz ·
1984: Pierre Quinon ·
1988: Serhij Boebka ·
1992: Maksim Tarasov ·
1996: Jean Galfione ·
2000: Nick Hysong ·
2004: Tim Mack ·
2008: Steven Hooker ·
2012: Renaud Lavillenie ·
2016: Thiago Braz da Silva ·
2020: Armand Duplantis ·
2024: Armand Duplantis
1. ↑  Armand Duplantis flikt het weer en springt opnieuw een wereldrecord. DPG Media (5 augustus 2024). Geraadpleegd op 6 augustus 2024.